# Irans kejserliga kalender
Irans kejserliga kalender (persiska: گاه‌نامه شاهنشاهی ایران, gāhnāme-ye shāhanshāhi-ye Irān), är namnet på den kalender som var i bruk i Iran under slutet av Shah Mohammad Reza Pahlavis styre, åren 1976-1979 (1355-1358).
Den kejserliga kalendern är en solkalender som utgår från Kyros den stores tronbestigande i Anshan 559 f.Kr.
Kalendern är inte i officiellt bruk i Iran men den används av iranier världen över.
År 2021 sammanfaller med år 2580 enligt Irans kejserliga kalender.[källa behövs]